# Christina Moser
Christina Moser   (Berlín Oest, 23 de setembre de 1960), coneguda posteriorment amb el cognom de casada Göttert, és una jugadora d'hoquei sobre herba alemanya, ja retirada, que va competir sota la bandera de República Federal Alemanya durant les dècades de 1970 i 1980.
El 1984 va prendre part en els Jocs Olímpics de Los Angeles, on guanyà la medalla de plata en la competició d'hoquei sobre herba.
En el seu palmarès també destaquen una medalla d'or i una de plata a la Copa del món d'hoquei sobre herba, una medalla de bronze al Campionat d'Europa i dues medalles d'or al Campionat d'Europa d'hoquei sala. Durant la seva carrera esportiva disputà 164 partits amb la selecció nacional, 22 dels quals en sala, entre 1977 i 1987. A nivell de clubs jugà al SC Brandenburg, amb qui guanyà la lliga en pista coberta de 1986, 1988 i 1989.